# وادان
وادان روستایی در دهستان جمع‌آبرود واقع در شهرستان دماوند استان تهران ایران است.
زبان مردم وادان مخلوطی از زبان تاتی و فارسی امروزی است.
این روستا در جنوب شرقی شهر دماوند و در فاصله هشتاد کیلومتری شرق تهران قرار دارد. رشته کوه قره آقاج که در سرتاسر غرب روستا گسترش یافته است در اثر چین خوردگی آلپ – هیمالیا هم‌زمان با سلسه جبال البرز و زاگرس در اواخر دوره ترشیاری به وجود آمده است.

## تاریخچه
قدمت این روستا و اولین آثار سکونت انسان در این منطقه بنا به برخی شواهد به سلسله مادها و حضور آنها در حاشیه این روستا تعلق دارد که به عنوان پایگاه تابستانی آن‌ها محسوب می‌شده است. وجود قلعه باستانی وادان در راستای قلاع کوهان، فاژان، زرآباد، حاج عسگر، دزک، کیانی، سپید و درویش خود دلیلی بر این مدعا ست. یکی از نوادر استراتژیکی که در این قلعه‌ها رعایت شده است، آنکه قلعه‌ها در مکان‌هایی ایجاد گشته که به راحتی در قدیم به وسیله نشانه‌های خاص خود همچون دود و آتش می‌توانستند یکدیگر را مطلع سازند. رعایت این استراتژی نشان از آن دارد که مادها تابستان در حواشی رودخانه دائمی وادان سکنی می‌گزیدند، لهذا از آنجایی که آب و هوای منطقه بسیار مساعد بوده است دامنه این سکونت بسیار وسیع بوده طوری که از وادان شروع شده و تا ساران ادامه می‌یافت. این سلسه در فصل سرما در پایگاه‌های زمستانی خود در اطراف ایوانکی و گرمسار سکنی می‌گزیدند. سند دیگر اینکه در ۶ کیلومتری غرب وادان در مراتع متعلق به این روستا، منطقه ای وجود دارد تحت عنوان چشمه شاه. این محوطه باستانی دارای سه تپه طبیعی نسبتاً برجسته نسبت به تپه ماهورهای اطراف می‌باشد که به فاصله نزدیک از یکدیگر دیده می‌شود. این منطقه باستانی به نام‌های دیگری همچون یورت شاه وتخت شاه نیز مشهور می‌باشد. اخیراً دربررسی‌های صورت گرفته در این محوطه، شواهد فرهنگی که نشانگر استقراری بودن آنها باشد به دست آمده که در مرتفع‌ترین نقطه آن وجود داشته است. آنچه مسلم است تپه‌های باستانی چشمه شاه دردوران تاریخی، مورد استقرار واقع شده است و نام‌هایی که امروزه به این مکان اطلاق می‌شود شاید به لحاظ اهمیت آن بوده است. احتمال می‌رود این محوطه به عنوان اقامتگاه‌های تفریحی مورد استفاده و استقرار رؤسای ایلات وقبایل بوده و قدمت آن به قرون قبل از اسلام بازگردد. نکته دیگر اینکه در جبهه شرقی محوطه باستانی چشمه شاه و تقریباً به فاصله ۳ کیلومتر این محل و در زیر قله بلند کوه قرچ، مرتع و یورتی وجود دارد که به بند امان مشهور می‌باشد ولیکن مردم از آن تحت عنوان بند حمام یاد می‌کنند و به جهت تسطیح توسط ماشین آلات سنگین، تمامی آثار فرهنگی آن از بین رفته است.

## پیرامون نام
وادانستن: مصدر مرکب، به معنای بازدانستن، بازشناختن، تشخیص دادن، وادان نیز به معنای بازشناختن و تمیز دادن می‌باشد. چنانچه اثیرالدین اخسیکتی می‌گوید: «گر بضاعت دار شرعی، سود بشناس از زیان/ور عروس آرای فرعی، خلعت وادان از کفن»
فلسفه نام وادان را این‌طور بیان می‌کنند که پس از حادثه عاشورا، عده‌ای که تعداد آن‌ها قریب به چهل نفر بوده در شمالی‌ترین منطقه وادان سکنی گزیدند که جملگی شعیه مذهب بودند. در راستای سکنی گزیدن این افراد، عده‌ای نیز در فاصله ۲ هزار گزی جنوب روستا و بر روی یال‌های دامنه شمالی کوه‌های جنوب سکنی گزیدند که بی‌دین و کافر بودند. این گروه اقدام به ساخت قلعه‌ای نمودند که بعدها به نام قلعه کافر معروف گردید. این افراد جهت آبرسانی به محل اقامت خودشان نهر طویلی قریب به ۷۰۰۰ متر احداث کردند. وادان احتمالاً به معنای تمییز دادن و تشخیص دادن بین این دو گروه می‌باشد. این نام همچنان بر سر زبان‌ها جاری است. امروزه مردم در محاورات عامیانه خود وادان را «وان» می‌گویند که بی‌شباهت به موقعیت روستا نمی‌باشد؛ زیرا وان به معنای چشمه و محل آب می‌باشد و در حقیقت سرچشمه رودخانه از این محل است.
طایفه‌ها
مردم این روستا عمدتاً به طوایف زیر تعلق دارند:
طایفه یدالله ایها (رجبعلی، ستاری، جمشیدی و فروغی)
طایفه چهار براری‌ها (مرشدی، بطنی، مهدیانی، پیشرو، محمد نبی، امیر افشار، محسنی)
طایفه خراسانی (خراسانی، ترقی، طرقی)
طایفه محمد قاسم (مرزبانی و جدیدی)
طایفه کربلایی ابراهیم (ابراهیمی، آسیابانی و حاج نور محمدی)
طایفه تمری‌ها (فاتحی، امجدی، امامی و برهانی)
طایفه آخوند (کاظمی، ملامحمدی و یونسی)
طایفه معصوم علی (معصومی، مطلبی و میرزایی)

## نام‌های محلی و مشهور
رودخانه ای معروف به رودخانه وادان که از شمالی‌ترین بخش وادان سرچشمه گرفته در حرکت دائمی خود به سمت جنوب از روستاهای تاسکین، وادان، کوهان، کیلان، ساران، دوآب و ویرانه عبور کرده و سرانجام به ایوانکی می‌ریزد. در گذشته‌ای نه چندان دور، آب این رودخانه به قدری بوده است که الوارهای بریده شده از درختان تبریزی و بید در حواشی رودخانه را به وسیله جریان شدید آب این رودخانه انتقال می‌دادند ولیکن اخیراً به خصوص در فصل گرما و کشاورزی، آب این رودخانه محدود به مشروب نمودن اراضی کشاورزی وادان می‌شود. همان‌طور که بیشتر اشاره گردید رودخانه وادان را به نام «وان» می‌شناسند که در لغت‌نامه‌های فارسی به معنای سرچشمه و محل آب می‌باشد. البته به زودی بر روی این رودخانه سد خاکی به طول تاج ۲۵ متر و ذخیره آبی ۵/۳ میلیون متر مکعب احداث خواهد شد که بالغ بر ۵۰۰۰ هزار هکتار از اراضی زیر دست این سد مشروب خواهد گردید.
غار: دخمه‌ای بزرگ در صخره‌های سنگی عظیمی در محله‌ای موسوم به زیرکمر وجود دارد که از آن تحت عنوان غار یاد می‌کنند. هرچند که چشم‌انداز آن از دور دهنه غار وسیعی را نشان می‌دهد اما عمق آن به بیش از۴ متر نمی‌رسد. بیشتر شبیه دخمه بزرگی است که به نظر می‌آید به وسیله دست آن را کنده باشند نه اینکه توسط عوامل طبیعی چون فرسایش، بدین شکل درآمده باشد. این غار به نام غار زیر کمر معروف بوده و به احتمال زیاد مربوط به زمان غارنشینی است.
بند: تنها بند معروف در منطقه وادان، بند امان می‌باشد که مردم آن را به عنوان بند حمام می‌شناسند. سابقه این بند بسیار کهن می‌باشد. در گذشته‌ای نه چنان دور نیز بندی موسوم به بند آسیاب بوده که کار انتقال آب برای آسیاب آبی را انجام می‌داده است.
آب معدنی: بنا به برخی حکایات و روایات از سوی ریش سپیدان روستا، چشمه‌ای بر روی کوه قوچعلی و در منطقه‌ای به نام آفتاب وجود داشته که از آن به عنوان کمبود آب یاد می‌کردند. البته آثار آن هنوز پابرجاست و در بخشی از فصول سال آب اندکی از آن جاری می‌شود. قدما را عقیده بر آن بوده که آب این چشمه مصرف دارویی داشته، رنگ آن تیره بوده و مزه گس داشته است.
بناهای تاریخی: چشمه شاه، قلعه کافر و قلعه وادان از بناهای بسیار کهن روستا می‌باشد که شرح آن‌ها قبلاً گذشت. از دیگر بناهای تاریخی و مذهبی می‌توان از سقاخانهٔ ابوالفضل العباس نام برد. مردم روستا، ارادت خاصی به این مکان مقدس دارند. این ارادت به خاطر آن است که مردم این روستا، معجزات فراوانی از این مکان سراغ دارند. اهالی برخی از نذورات خود را در این مکان مقدس ادا می‌نمایند.

## بخش‌های وادان
خود روستای وادان از بخش‌هایی همچون: قلعه، ده، کهریزک، بالا حصار، بالا روبار، پایین روبار، سرباغ، شهرک آزادگان، شهرک بنیاد، زیر کمر و جدید تشکیل شده است. ولیکن حواشی روستا و چشمه آب‌های آن عبارت اند از :چهار چشمه، بند امان (حمام)، رزک، تولک، میشینی، ممشه، نی یک، چشم ابراهیم، تخت شاه، چشمه شاه، دلی، آبزه، رستم‌آباد، آب باریک، محمودیه، سفید خانیک، دو دره، مملی، قاسم بیگی، سرخ چشمه، جوزدار، سره قاسم و… که بعضاً این مناطق تاریخچه خاص خودشان را دارند. به عنوان مثال پیر چنار در جوزدار.
پیر چنار: جوزدار در حدود دو کیلومتری غرب وادان واقع شده است. این منطقه بسیار بسیار وسیع می‌باشد. وجود دخمه‌هایی در این مکان خود دال بر این مدعاست که در گذشته‌ای نه چندان دور، این منطقه یکی از قطب‌های تولید محصولات کشاورزی همچنین چراگاه تعداد بی شماری گاو و گوسفند بوده است. در وسط این منطقه وسیع، درخت چناری وجود دارد که بنا به گفته اهالی قدمت آن به بیش از ۶ قرن می‌رسد. اهالی روستا، باور خاصی به آن دارند و در ایام خاصی به زیارت آن رفته و نذورات خود را ادا می‌نمایند. بر روی این درخت مردم دخیل‌های زیادی را بسته‌اند و بر این باورند که سوزاندن چوب این درخت گناه می‌باشد. قدمت این درخت، فضایی را که این درخت اشغال نموده و ارتفاع این درخت، یکی از جاذبه‌های طبیعی و دیدنی این روستا است.

## امام‌زاده‌ها
- امام‌زاده قاسم: این امامزاده هم‌اکنون در شمالی‌ترین منطقه وادان و ابتدای روستای تاسکین قرار دارد. هرچند که هم‌اکنون جزءامامزاده‌های روستای تاسکین به‌شمار می‌آید ولی سابقاً این امامزاده جزء روستای وادان بوده است. در فرهنگ جغرافیایی ایران و در لغت‌نامه علی اکبر دهخدا آمده، تعلق این امامزاده به وادان ذکر گردیده است. بنا به اظهارات سازمان میراث فرهنگی به نظر می‌رسد قدمت بنای این امامزاده به قرون ۶ یا ۷ هجری برگردد.
- امام‌زاده زین‌العابدین ابن عقیل: که در مرز بین وادان و محله کوهان قرار دارد، این بنا به همت سازمان میراث فرهنگی مرمت و بازسازی شده است. از آن جایی که قبرستان مشترک محله کوهان و وادان نیز در جوار این امامزاده واقع شده است. مضاف به اینکه گردهمایی اهالی محله کردر، محله کوهان و بیدک نیز در روز عاشورا در این محل می‌باشد. قدمت بنای این امامزاده به قرون ۸ یا ۹ هجری بر می‌گردد.
- مسجد قدیمی: اگر چه تاریخ معتبر ساخت این مسجد هنوز مشخص نشده ولی تخمین زده می‌شود که قدمت بالایی داشته است. شواهد نشان می‌دهد که در بین سال‌های ۱۳۴۷ تا ۱۳۴۹ به کلی خراب و از نو ساخته شده است. ساختن مسجد جدید توسط دو فرد نیکوکار به نام‌های توسلی و علی محمد کاظمی صورت پذیرفته است. همچنین به جهت روند روبه رشد جمعیت ۲ بار اضافه بنا گردیده و هم‌اکنون دارای ۷۰۰ متر زیر بنا می‌باشد. مضاف به اینکه بخش کوچکی از مسجد، حسینیه است که متصل به آن می‌باشد.